# Sexy 8 Beat
Albums de Morning Musume
Rainbow 7
(15 février 2006) Cover You
(26 nov. 2008)
EPs par Morning Musume
7.5 Fuyu Fuyu
(13 déc. 2006)
Compilations par Morning Musume
All Singles Complete
(24 octobre 2007)
Singles
1. Sexy Boy ~Soyokaze ni Yorisotte~
Sortie : 15 mars 2006
2. Ambitious! Yashinteki de Ii Jan
Sortie : 21 juin 2006
3. Aruiteru
Sortie : 8 novembre 2006
4. Egao Yes Nude
Sortie : 14 février 2007

Sexy 8 Beat (SEXY 8 BEAT) est le huitième album du groupe Morning Musume.

## Présentation
L'album sort le 21 mars 2007 au Japon sur le label zetima. Il est écrit, composé et produit par Tsunku. Il atteint la 7e place du classement des ventes de l'Oricon, et reste classé pendant cinq semaines, pour un total de 31 819 exemplaires vendus durant cette période. Il restera le onzième album le plus vendu du groupe. Il sort également dans une édition limitée au format "CD+DVD", avec une pochette différente et un DVD en supplément contenant une version alternative du clip de la chanson-titre et deux chansons filmées lors d'un concert récent.
L'album contient onze titres, dont quatre sortis précédemment en singles : Sexy Boy (...), Ambitious! Yashinteki de Ii Jan, Aruiteru, et Egao Yes Nude, ces deux dernières étant remaniées pour l'album ; Aruiteru figurait déjà dans sa version originale sur le mini-album 7.5 Fuyu Fuyu Morning Musume Mini! sorti trois mois auparavant. Quatre des autres chansons de l'album ne sont interprétées que par quelques membres.
C'est le premier album du groupe avec Aika Mitsui de la "8e génération" arrivée en décembre précédent, mais sans Jun Jun et Lin Lin qui ne rejoindront le groupe de manière effective que plus tard, en mai suivant. Si l'on excepte le précédent mini-album, c'est le premier album complet à sortir après les départs de Asami Konno et Makoto Ogawa, qui ont quitté le groupe l'été précédent pour poursuivre leurs études ; elles ne sont pas créditées sur l'album bien qu'ayant chanté sur deux des titres, sortis précédemment en singles avant leur départ (Sexy Boy ~Soyokaze ni Yorisotte~ et Ambitious! Yashinteki de Ii Jan). C'est aussi le dernier album avec Hitomi Yoshizawa, seule membre restante des quatre premières générations et dont le départ est annoncé pour mai suivant, et avec Miki Fujimoto, qui démissionnera en juin suivant à la suite d'une liaison dévoilée par la presse.

## Formation
Membres du groupe créditées sur l'album :
- 4e génération : Hitomi Yoshizawa
- 5e génération : Ai Takahashi, Risa Niigaki
- 6e génération : Miki Fujimoto, Eri Kamei, Sayumi Michishige, Reina Tanaka
- 7e génération : Koharu Kusumi
- 8e génération : Aika Mitsui

## Titres
Toutes les chansons sont écrites et composées par Tsunku.
| CD          | CD                                                                                | CD                                            | CD         | CD | CD | CD | CD | CD | CD |
| No          | Titre                                                                             | Origine ou interprètes                        | Durée      |    |    |    |    |    |    |
| ----------- | --------------------------------------------------------------------------------- | --------------------------------------------- | ---------- | -- | -- | -- | -- | -- | -- |
| 1.          | Genki+ (元気＋ ; trad : "Energie +")                                              |                                               | 4 min 55 s |    |    |    |    |    |    |
| 2.          | Aruiteru (Album Edit) (歩いてる... ; trad : "Je marche")                          | 31e single (version remaniée)                 | 5 min 42 s |    |    |    |    |    |    |
| 3.          | Mirai no Taiyō (未来の太陽 ; trad : "Le soleil du futur")                         |                                               | 4 min 39 s |    |    |    |    |    |    |
| 4.          | Egao Yes Nude (Album Mix) (笑顔Yesヌード... ; trad : "Un sourire, oui, pur")      | 32e single (version remaniée)                 | 4 min 08 s |    |    |    |    |    |    |
| 5.          | Haru Beautiful Everyday (春 ビューティフル エブリディ)                            | par Kamei et Mitsui                           | 4 min 23 s |    |    |    |    |    |    |
| 6.          | Sexy Boy ~Soyokaze ni Yorisotte~ (...そよ風に寄り添って ; "Calins sous la brise") | 29e single                                    | 4 min 13 s |    |    |    |    |    |    |
| 7.          | Ambitious! Yashinteki de Ii Jan (Ambitious!野心的でいいじゃん)                    | 30e single                                    | 4 min 12 s |    |    |    |    |    |    |
| 8.          | Sono Deai no Tame ni (その出会いのために)                                         | "Morning Musume Featuring Hitomi Yoshizawa"   | 4 min 11 s |    |    |    |    |    |    |
| 9.          | Shanimuni Paradise (シャニムニ パラダイス)                                        | par Takahashi, Fujimoto, Niigaki, Tanaka      | 4 min 59 s |    |    |    |    |    |    |
| 10.         | Takara no Hako (宝の箱 ; trad : "Boite à Trésor")                                 | "Shige-pink & Koha-pink" (Michishige, Kusumi) | 4 min 18 s |    |    |    |    |    |    |
| 11.         | Be Positive! (Be ポジティブ!)                                                     |                                               | 4 min 34 s |    |    |    |    |    |    |
| 52 min 56 s |                                                                                   |                                               |            |    |    |    |    |    |    |

| 1. | Egao Yes Nude (Close-up Ver.) (笑顔Yesヌード...)               | Version alternative du clip vidéo                            |  |
| 2. | Ambitious! Yashinteki de Ii Jan (...野心的でいいじゃん) (Live) | "Hello! Project 2007 Winter ~Wonderful Hearts Otome Gocoro~" |  |
| 3. | Do it! Now (Live)                                              | "Hello! Project 2007 Winter ~Wonderful Hearts Otome Gocoro~" |  |